# 黄学东
黄学东（1962年10月20日—）是一位美国华人计算机科学家和工程师。现任美国Zoom公司全球首席技术官。黄学东是计算机科学学部首位中国大陆培养出来的美国国家工程院和美国艺术与科学院两院院士。 

## 生平
1962年出生于武汉，成长于长沙。1995年加入美国国籍。1978年从长沙市第十五中学高中一年级（时年15岁）参加改革开放后首次全国统考进入湖南大学并获得计算机科学学士学位。1984年硕士毕业于清华大学计算机系后在清华大学计算机系和自动化系继续攻读博士并赴英国爱丁堡大学联合培养。1989年博士毕业于爱丁堡大学。在卡内基美隆大学计算机学院做完博士后后转任研究员，和拉吉·瑞迪、李开复共同研究语音识别。1993年加入微软创建和领导了微软语音人工智能研究团队。2009年至2014年担任微软搜索引擎必应首席架构师。2017年2月被提升为首位美国华裔的微软全球技术院士。2020年出任Azure全球人工智能首席技术官。
黄学东不仅主持了三十余年微软语音人工智能研发而且领导了微软公司的其它核心人工智能业务，包括计算机视觉、语音识别和合成、自然语言处理、机器翻译以及Azure OpenAI Services ChatGPT服务等。黄学东是领导微软公司人工智能认知服务从技术初创到商业落地的主要技术贡献人和产品与研发团队的领导者。黄学东也是首位中国大陆培养出来的计算机领域的美国两院院士。

## 荣誉
2000年成为电气电子工程师学会会士，2017年成为美国计算机学会会士, 2023年被评选为美国国家工程院院士, 同年被评选为美国艺术与科学院院士。

## 著作
- Robert MacNeil, William Cran, Robert McCrum (2005). Do You Speak American? page 191–197, Harcourt Trade
- PBS TV: Do You Speak American? 2005 （页面存档备份，存于）
- Xuedong Huang, Alex Acero, Hsiao-Wuen Hon (2001). Spoken Language Processing: a guide to theory, algorithm, and system development, page 1-980. Prentice Hall
- Xuedong D Huang, Yasuo Ariki, Mervyn A Jack (1990). Hidden Markov Models for Speech Recognition, Edinburgh University Press